# Clathrina adusta
Clathrina adusta är en svampdjursart som beskrevs av Wörheide och Hooper 1999. Clathrina adusta ingår i släktet Clathrina och familjen Clathrinidae.
Artens utbredningsområde är havet kring Australien. Inga underarter finns listade i Catalogue of Life.